# تازه آباد كلاشم (مقاطعة فومن)
تازه‌آباد كلاشم (بالفارسية: تازه‌آباد کلاشم) هي قرية تقع في غيلان في إيران. يقدر عدد سكانها بـ 512 نسمة .